# ジャンク (船)

耆英（福州ジャンク船）

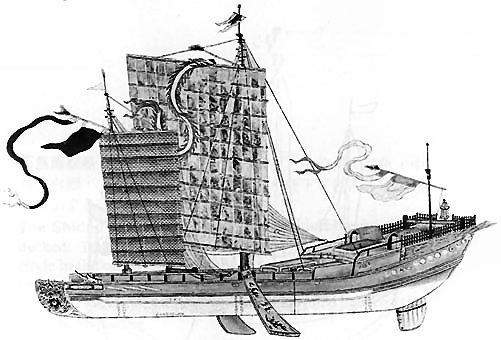
清代（18世紀）のジャンク船

ジャンク船の帆装図

阿片戦争において蒸気船ネメシスの砲撃により破壊されるジャンク兵船

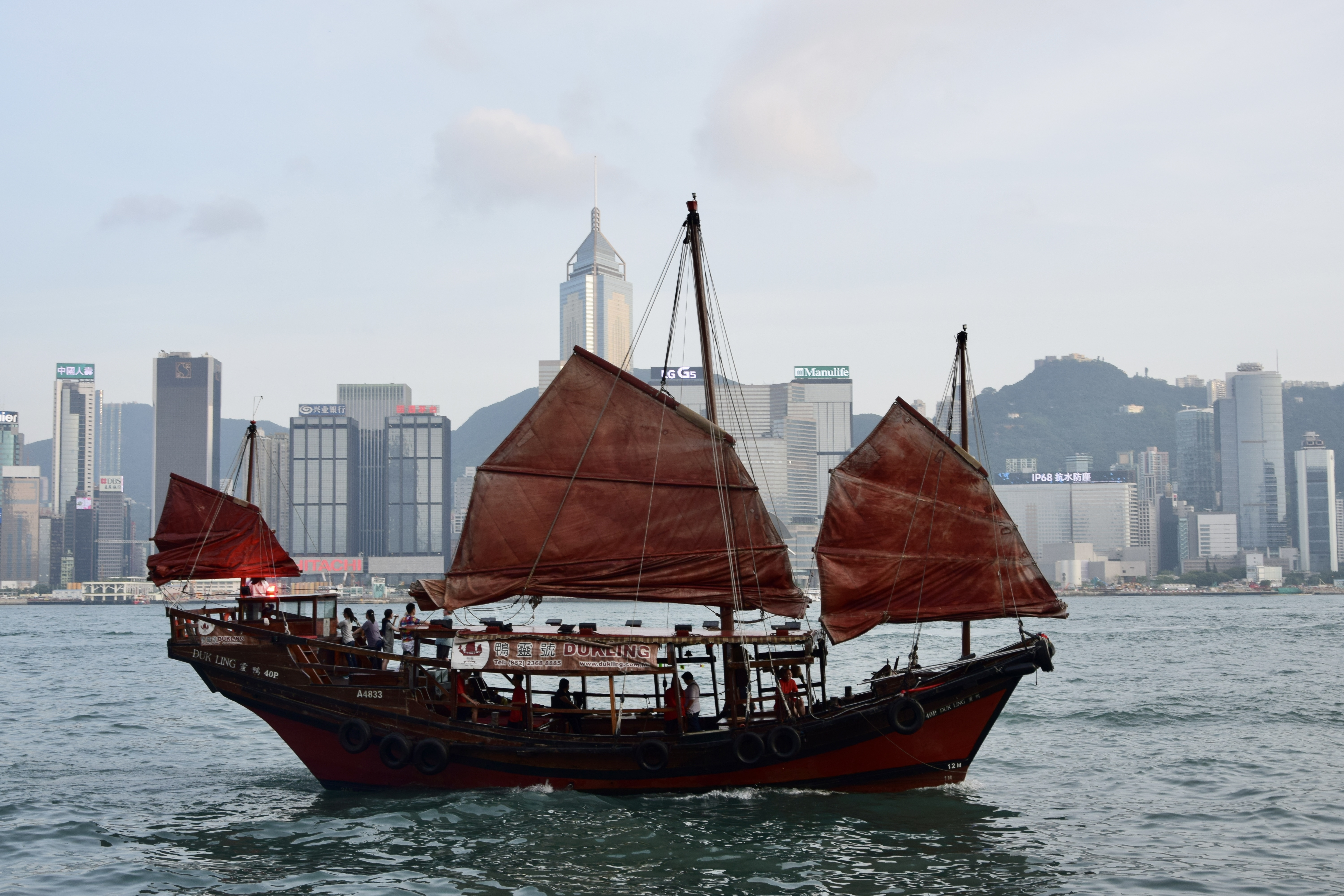
ビクトリア・ハーバーで運行される観光用のジャンク船（2016年）『鴨霊』。1955年に漁船として建造された本物のジャンク船としては最後の一隻である。

ジャンク（戎克、英: Junk）は、中国における船舶の様式の1つ。古くから用いられてきた木造帆船だが、物資・貨客の輸送業務においては、19世紀以降蒸気船が普及したことにより実用船としては衰退し、観光用として一部で用いられている。

独特のスタイルは絵画や写真の題材としても好まれている。

## 名称
中国語の「船（チュアン）」が転訛したマライ語の「jōng」、更にそれが転訛したスペイン語・ポルトガル語の「junco」に由来するとされる。
しかし、大航海時代以前の14世紀の旅行家イブン・バットゥータの『大旅行記』ではカリカット（コーリコード）に停泊中の中国船を「ザンク」とよぶ詳細な記述があり、15世紀の鄭和の船団も「ザンク」と呼ばれている。日本語では「戎克」と表記することもあるが、これは当て字に過ぎない。中国語では「大民船」、または単に「帆船」という。

## 特徴
船体中央を支える構造材である竜骨（キール）が無く、船体が多数の梁と呼ばれる水密隔壁で区切られていることによって、喫水の浅い海での航行に便利で耐波性に優れ、速度も同時代のキャラック船・キャラベル船・ガレオン船と比べ格段に優った。
また、横方向に多数の割り竹が挿入された帆によって、風上への切り上り性に優れ、一枚の帆全体を帆柱頂部から吊り下げることによって、横風に対する安定性が同時代の竜骨帆船と比べ高く突風が近づいた時も素早く帆を下ろすことを可能にしている。
帆桁をクレーンとして使った西洋帆船は船倉を深くする事ができたため、船体構造物は上に伸びるように発達したが、ジャンクにはその機能がなかったため、船倉の深さに制限があり大型化とともに横に平べったくなっていった。

## 運用
宋代以降大きく発達し、河川や沿岸を航行する小型のものから、450〜1300総トン程度で耐波性に優れた大型の外洋航行用のものまで多様な用途の船舶が造られた。10〜18世紀に使われた大型ジャンク船は600〜2000トンで、交易用に荷卸用の起重機や柴舟と呼ばれた浅瀬で用いる小舟などが搭載された。乗組員数は100〜200人。
船の使用期間中の修理費もあらかじめ見込んだ上でこのように大型の船を建造し、商品をあらかじめ購入することは一人の財力では難しかった。そこでパートナーシップ船主制がとられ、船員が船の株を持つことも多かった。
船長は共同出資者を代表し、航海と取引の一切を取り仕切った。船長は11〜14世紀頃には「綱首」、17〜18世紀には「出海」と呼ばれた。出海は出港時に艤装や記帳、融資の借り入れ、船員の雇い入れ、船倉空間の分配を管理し、寄港時には船荷の販売と集荷、諸税の納付、必要な契約を担当した。
船員は職能に応じて財副（会計係）、総官（事務長）、香工（船神の奉祀役）、火長（航海長）、舵工（舵係長）、大繚（帆索係長）、亜班（物見役）、頭碇（碇係長）、押工（大工）、砲手、水手（水夫）などと呼ばれた。
明代には、鄭和によって遠征航海が行われ、セイロン、アラビア半島、アフリカ大陸東岸などに到達した。ジャンクによる海洋交易網は宋代以降発展し、広州、泉州などを中核に、東シナ海、南シナ海、インド洋にまで張りめぐらされ、中国の経済発展に大いに貢献した。

## その他
- 日本においても唐船という名で建造され朱印船貿易の盛んだった近世初期に活躍した[5][6]。その後も三国丸や、幕府の蝦夷直轄時代に似関船と同時期に建造された沖乗船の船体にジャンクの構造が用いられた。
- 琉球王国では冊法船、進貢船と呼ばれる中国への使者を運ぶためのジャンクを運用していた。14世紀に中国から譲渡されて以来、造船技術を蓄積し、やがて自前での修理や楷船といったジャンクの建造が可能になった[7]。
- イギリス海軍の造船技師長サミュエル・ベンサム（英語版）は1782年にシベリア経由で中国に渡り造船技術を学んだ。ヨーロッパに戻り船体に隔壁を採用するように運動を行い、1795年に防水隔壁を持つ実験艦6隻を設計した[8]。